# Ian Bowyer
Ian Bowyer (Little Sutton, 1951. június 6. –) angol labdarúgó, középpályás, edző.

## Pályafutása
1968 és 1971 között a Manchester City labdarúgója volt, ahol egy angolkupa-győzelmet ért el a csapattal. Tagja volt az 1969–70-es idényben KEK-győztes együttesnek. 1971 és 1973 között a Leyton Orient, 1973 és 1981 között a Nottingham Forest játékosa volt. A Foresttel angol bajnok (1977–78) és kétszeres BEK-győztes (1978–79, 1979–80) volt. 1981–82-ben a Sunderland, 1982 és 1987 között ismét a Forest együttesében játszott. 1987 és 1990 között a Hereford United játékos-edzője volt. 1990–91-ben a Grantham Town csapatában fejezte be az aktív labdarúgást.

## Sikerei, díjai
Manchester City
- Angol kupa (FA Cup)
  - győztes: 1969
- Angol ligakupa
  - győztes: 1970
- Kupagyőztesek Európa-kupája (KEK)
  - győztes: 1969–70

 Nottingham Forest
- Angol bajnokság
  - bajnok: 1977–78
- Angol ligakupa
  - győztes (2): 1977–78, 1978–79
- Angol szuperkupa (FA Charity Shield)
  - győztes: 1978
- Bajnokcsapatok Európa-kupája (BEK)
  - győztes (2): 1978–79, 1979–80
- UEFA-szuperkupa
  - győztes: 1979
  - döntős: 1980
- Interkontinentális kupa
  - döntős: 1980